# New Marlborough
New Marlborough är en kommun (town) i Berkshire County i delstaten Massachusetts, USA. Vid 2020 års folkräkning hade kommunen 1 528 invånare.

## Kända personer från New Marlborough
- Lorrin A. Cooke, politiker